# Neuroxena ansorgei
Neuroxena ansorgei är en fjärilsart som beskrevs av Kirby 1896. Neuroxena ansorgei ingår i släktet Neuroxena och familjen björnspinnare. Inga underarter finns listade i Catalogue of Life.